# سالي جيمس فارنهام
سالي جيمس فارنهام (بالإنجليزية: Sally James Farnham)‏ هي فنانة ورسامة أمريكية، ولدت في 26 نوفمبر 1869 في أوغدينسبورغ في الولايات المتحدة، وتوفيت في 28 أبريل 1943 في نيويورك في الولايات المتحدة.